# Marsypianthes
Marsypianthes, biljni rod iz porodice usnatica smješten u podtribus Hyptidinae, dio tribusa Salviae. Opisan je u Labiatarum Genera et Species 64. 1833.   Sastoji se od 7 vrsta rasprostranjenih od Meksika i Antila na jug do Argentine. Tipična je Marsypianthes hyptoides Mart. ex Benth., sinonim za Marsypianthes chamaedrys

## Opis
Polugrmovi i grmovi, barem jedna je jednogodišnja, M. chamaedrys.

## Vrste
1. Marsypianthes burchellii Epling
2. Marsypianthes chamaedrys (Vahl) Kuntze
3. Marsypianthes dunensis A.Soares & Harley; otkrivena 2023. (Rio Grande do Norte, Bahia, Espírito Santo, Sergipe)
4. Marsypianthes foliolosa Benth.
5. Marsypianthes hassleri Briq.
6. Marsypianthes montana Benth.
7. Marsypianthes tubulosa A.Soares, J.F.B.Pastore & Harley; otkrivena 2021. u državi Tocantins